# Motela
Motela (Enchelyopus cimbrius) – gatunek morskiej dorszokształtnej ryby z rodziny dorszowatych (Gadidae). Jedyny przedstawiciel rodzaju Enchelyopus.

## Zasięg występowania
Wschodnie i zachodnie wybrzeża północnej części Oceanu Atlantyckiego, w tym wybrzeża Europy, również w Morzu Bałtyckim.

## Charakterystyka
Ciało niskie, znacznie wydłużone. Cztery wąsiki. Dwie płetwy grzbietowe, w pierwszej znajduje się długi promień, trzykrotnie dłuższy od pozostałych. Druga płetwa grzbietowa oraz płetwa odbytowa bardzo długie, sięgające nasady ogona.  Dorasta do 40 cm długości ciała.
Prowadzą przydenny tryb życia. Żywią się małymi rybami i skorupiakami.

## Znaczenie gospodarcze
Ryba o niewielkim znaczeniu użytkowym.